# Cros, Gard
Cros är en kommun i departementet Gard i regionen Occitanien i södra Frankrike. Kommunen ligger i kantonen Saint-Hippolyte-du-Fort som tillhör arrondissementet Le Vigan. År 2022 hade Cros 256 invånare.

## Befolkningsutveckling
Antalet invånare i kommunen Cros
Referens:INSEE